# 수루현

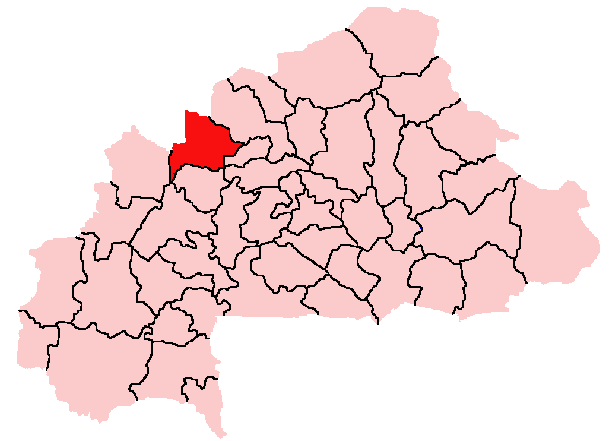
수루현의 위치

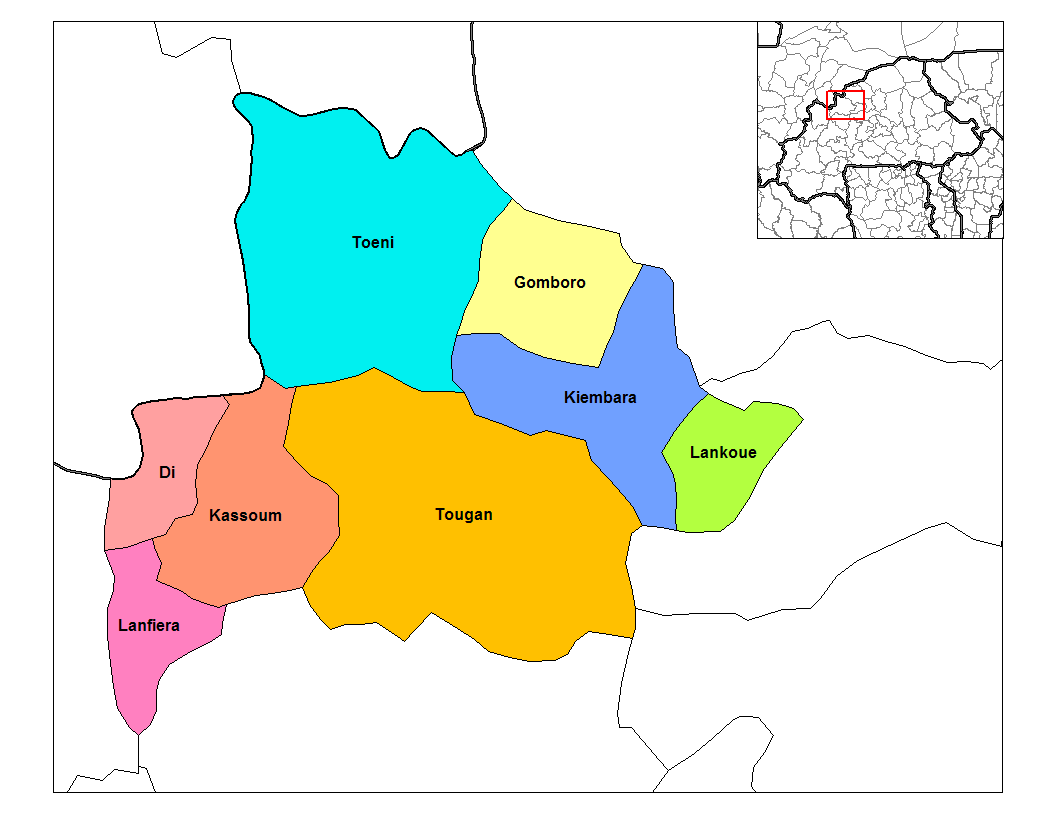
수루현의 행정 구역

수루현(프랑스어: Sourou)은 부르키나파소 오트바생주에 위치한 현으로, 현도는 투강이며 면적은 5,765km2, 인구는 219,826명(2006년 기준)이다. 8개 군(디군, 곰보로군, 카숨군, 키엠바라군, 랑피에라군, 랑쿠에군, 토에니군, 투강군)을 관할한다.

## 같이 보기
- 부르키나파소의 주
- 부르키나파소의 현